# Umweltbiotechnologie
Die Graue Biotechnologie oder Umweltbiotechnologie umfasst alle biotechnologischen Verfahren zur Aufbereitung von Trinkwasser, Reinigung von Abwasser, Behandlung von Abfällen, Sanierung kontaminierter Böden und Abluft- beziehungsweise Abgasreinigung.
In der Biotechnologie findet eine fortschreitende Spezialisierung statt, sodass immer mehr Unterdisziplinen, hier traditionell verbunden mit zusätzlichen Farbbezeichnungen, entstehen, vor allem in den Grenzbereichen. Im Bereich der Umwelttechnologie wird teilweise außerdem noch eine Braune Biotechnologie unterschieden, die sich spezifisch mit Bodensanierung beschäftigt.
Die Biotechnologie ist ein stetig wichtiger werdender Bestandteil des Umweltschutzes, beispielsweise bei Abwasserreinigung, Müllbehandlung, Bodensanierung oder Abluftreinigung. Bereits zu Zeiten, als das Wort Biotechnologie noch gar nicht erfunden war, funktionierte eine Kläranlage nicht ohne Bakterien.

## Methoden der Grauen Biotechnologie
Zur Verwirklichung ihrer Aufgaben im Umweltbereich benötigt die Graue Biotechnologie häufig Mikroorganismen, die über eine sehr spezielle Eigenschaft verfügen (wie zum Beispiel die Fähigkeit, einen Stoff abzubauen, der für die meisten Lebewesen giftig ist). Wann immer möglich, werden Organismen verwendet, die diese Eigenschaft natürlicherweise bereits besitzen. Möchte man beispielsweise einen mit Pentachlorphenol belasteten Boden biologisch aufreinigen, sucht man an Orten, an denen schon über längere Zeit Pentachlorphenol vorhanden ist, nach Organismen, die durch natürliche Anpassung und Selektion die Fähigkeit entwickelt haben, dieses zu ertragen oder sogar abzubauen. Der Vorteil dieser Methode gegenüber der gentechnischen Anpassung von Mikroorganismen im Labor liegt vor allem darin, dass in vielen Ländern – auch Deutschland – der Einsatz sogenannter GVOs strengen Auflagen unterliegt und mit erheblichen Mehrkosten verbunden ist. Falls man aber eine gentechnische Anpassung vornehmen muss, erfolgt diese analog zur Weißen, Roten, Grünen oder Blauen Biotechnologie: 

Es werden über chemische und enzymatische Methoden Mutanten der Mikroorganismen erzeugt, die Unterschiede in der Aminosäureabfolge zeigen. Im anschließenden Screening-Verfahren werden verbesserte Proteinvarianten gesucht. Wurde bei einer Spezies eine Enzymvariante gefunden, die nutzbare Eigenschaften hat, so ist das zugehörige Gen Ausgangspunkt für die nächste gelenkte Evolutionsrunde. Dieser Vorgang wird in iterativen Zyklen wiederholt, bis die angestrebten Verbesserungen für Umweltaufgaben erreicht sind.

## Anwendungen der Grauen Biotechnologie
- Altlastensanierung (Bodensanierung, Abwasserbeseitigung, Behandlung von Abfällen) ist ein Schwerpunkt der Grauen Biotechnologie

Der Einsatz von Organismen zur Beseitigung von Verunreinigungen und Schadstoffen wird dabei als Bioremediation bezeichnet.
Beispiele: 
- Abbau von ausgelaufenem Öl
- Abraumhalden mit radioaktiven Abfällen reinigen.
- Beseitigung von Lösungsmitteln, Kunststoffen und Schwermetallen sowie Giftstoffen wie DDT, Dioxinen oder TNT

Durch die industrielle Nutzung von mineralischen Ressourcen reichern sich Schadstoffe in beträchtlichem Umfang auch in der Biosphäre an.
Anwendung finden deshalb neue Bioadsorber (spezielle Mikroorganismen) bei der Eliminierung von Schwermetallen aus Industrieabwässern, Erzminenabwässern, Deponiesickerabwässern und Abwässern von Kernkraftanlagen
- Auch um Umweltsünden überhaupt aufzuspüren, bedient man sich biologischer und biotechnischer Verfahren. Als „Detektive“ machen sich Mikroorganismen sowie Biosensoren und DNA-Sonden nützlich und ermöglichen eine kontinuierliche Überwachung. Weil bestimmte Mikroorganismen empfindlich auf Schadstoffe reagieren, lässt sich zum Beispiel der Grad der Kontamination bestimmen.
- In Biologischen Abfallbehandlungsanlagen werden allein in Deutschland jährlich mehr als sieben Millionen Tonnen Bioabfälle umgeschlagen.[1]
- Bisher sind biotechnische Verfahren im Umweltschutz überwiegend Verfahren, die am Ende einer Prozesskette eingreifen (Abwasserreinigung, Biofilter, Biowäscher usw.). Biotechnologie im Umweltschutz bedeutet aber nicht nur Entsorgung von während der Produktion entstandenen Belastungen, also Schadstoffabbau, sondern ein moderner Umweltschutz setzt bereits bei der Schadstoffvermeidung vor oder während industrieller Herstellungsprozesse an: d. h. es geht um den produktionsintegrierter Umweltschutz, beispielsweise mit der Weißen Biotechnologie. So sparen gentechnisch veränderte Enzyme bei der Herstellung von Textilien, Lebens-, Wasch- und Arzneimitteln Energie sowie Rohstoffe und helfen, unerwünschte Nebenprodukte bei der Herstellung zu vermeiden.

Hier überschneiden sich Graue und Weiße Biotechnologie, d. h. die industrielle Herstellung von Produkten mit biotechnologischen Verfahren.